# Gyrocochlea planorbis
Gyrocochlea planorbis är en snäckart som beskrevs av Hedley 1924. Gyrocochlea planorbis ingår i släktet Gyrocochlea och familjen Charopidae. Inga underarter finns listade i Catalogue of Life.